# Herbert Fritzenwenger
Herbert Fritzenwenger (Ruhpolding, 7 de octubre de 1967) es un deportista alemán que compitió para la RFA en biatlón. Ganó tres medallas en el Campeonato Mundial de Biatlón entre los años 1985 y 1989.

## Palmarés internacional
| Campeonato Mundial | Campeonato Mundial           | Campeonato Mundial | Campeonato Mundial |
| Año                | Lugar                        | Medalla            | Prueba             |
| ------------------ | ---------------------------- | ------------------ | ------------------ |
| 1985               | Ruhpolding (RFA)             | Medalla de bronce  | Relevos            |
| 1987               | Lake Placid (Estados Unidos) | Medalla de bronce  | Relevos            |
| 1989               | Feistritz (Austria)          | Medalla de plata   | Equipo             |